# Sandouping (köpinghuvudort i Kina, Hubei Sheng, lat 30,81, long 111,02)
Sandouping är en köpinghuvudort i Kina. Den ligger i provinsen Hubei, i den centrala delen av landet, omkring 310 kilometer väster om provinshuvudstaden Wuhan. Antalet invånare är 29 494. Befolkningen består av 14 180 kvinnor och 15 314 män. Barn under 15 år utgör 10,0 %, vuxna 15-64 år 77 %, och äldre över 65 år 12,0 %.
Runt Sandouping är det ganska tätbefolkat, med 166 invånare per kvadratkilometer. Sandouping är det största samhället i trakten. I omgivningarna runt Sandouping växer i huvudsak blandskog.
Genomsnittlig årsnederbörd är 1 331 millimeter. Den regnigaste månaden är maj, med i genomsnitt 206 mm nederbörd, och den torraste är december, med 14 mm nederbörd.